# Csád a 2016. évi nyári olimpiai játékokon
Csád a brazíliai Rio de Janeiróban megrendezett 2016. évi nyári olimpiai játékok egyik részt vevő nemzete volt. Az országot az olimpián 1 sportágban 2 sportoló képviselte, akik érmet nem szereztek.

## Atlétika
Férfi
| Versenyző      | Versenyszám | Előfutam | Előfutam | Előfutam | Elődöntő | Elődöntő | Elődöntő | Döntő   | Döntő    |
| Versenyző      | Versenyszám | Idő      | Hely.    | Össz.    | Idő      | Hely.    | Össz.    | Idő     | Helyezés |
| -------------- | ----------- | -------- | -------- | -------- | -------- | -------- | -------- | ------- | -------- |
| Bachir Mahamat | 400 m       | 48,59    | 7.       | 48.      | kiesett  | kiesett  | kiesett  | kiesett | kiesett  |

Női
| Versenyző        | Versenyszám | Előfutam      | Előfutam      | Előfutam      | Döntő   | Döntő    |
| Versenyző        | Versenyszám | Idő           | Hely.         | Össz.         | Idő     | Helyezés |
| ---------------- | ----------- | ------------- | ------------- | ------------- | ------- | -------- |
| Bibiro Ali Taher | 5000 m      | nem ért célba | nem ért célba | nem ért célba | kiesett | kiesett  |